# Villa Bonelli (Rome)
La villa Bonelli est une villa de Rome située dans un grand parc de 4,5 hectares, dans la partie haute du quartier Portuense. Elle offre une vue panoramique sur la ville.

## Histoire
La villa, datant du XIXe siècle, a d'abord été connue sous le nom de villa Balzani, du nom de son premier propriétaire. En 1925, elle fut achetée par l'ingénieur Bonelli. Il a restauré l'édifice selon son propre goût, apportant des changements sensibles à l'environnement du parc, dans lequel il a créé une serre pour la culture des fleurs et plantes exotiques. D'autres structures ont également été réalisées, telles que des fontaines et des allées pour le rendre plus agréable à l'apparence et à l'usage. À la fin du XXe siècle l'édifice est passé à la disponibilité de la municipalité de Rome et, aujourd'hui, est utilisé en tant que siège du Municipio XI.